# Nick Goepper
Nick Goepper (født 14. marts 1994) er en amerikansk freestyle skiløber, der konkurrerer i Slopestyle og Big Air. Han vandt sølv i Slopestyle ved både Vinter-OL i Pyeongchang i 2018 og Vinter-OL i Beijing i 2022. Ved Vinter-OL i Sochi i 2018 vandt han en bronzemedalje i Slopestyle.